# Lichenochora
Lichenochora is een geslacht van schimmels behorend tot de familie Phyllachoraceae. De typesoort is Lichenochora thallina.

## Soorten
Volgens Index Fungorum telt het geslacht 47 soorten (peildatum januari 2023):
| Soortnaam                    | Auteur(s)                           | Publicatiejaar |
| ---------------------------- | ----------------------------------- | -------------- |
| Lichenochora acutispora      | Etayo                               | 2008           |
| Lichenochora aipoliae        | Etayo, Nav.-Ros. & Coppins          | 2008           |
| Lichenochora ajaysinghii     | Y. Joshi                            | 2020           |
| Lichenochora aprica          | Hafellner & Nik. Hoffm.             | 2000           |
| Lichenochora arctica         | Zhurb.                              | 2013           |
| Lichenochora atrans          | Halıcı, K. Knudsen & Candan         | 2009           |
| Lichenochora bacidiispora    | Etayo                               | 2017           |
| Lichenochora bellemerei      | Nav.-Ros., Cl. Roux & Diederich     | 1998           |
| Lichenochora caloplacae      | Zhurb.                              | 2013           |
| Lichenochora chimaerica      | Etayo                               | 2017           |
| Lichenochora clauzadei       | Nav.-Ros., Cl. Roux & Llimona       | 1994           |
| Lichenochora coarctatae      | (B. de Lesd.) Hafellner & F. Berger | 2000           |
| Lichenochora collematum      | Nik. Hoffm. & Hafellner             | 2000           |
| Lichenochora constrictella   | (Müll. Arg.) Hafellner              | 1989           |
| Lichenochora coppinsii       | Etayo & Nav.-Ros.                   | 2008           |
| Lichenochora elegans         | Hafellner, G. Herzog & H. Mayrhofer | 2008           |
| Lichenochora epidesertorum   | Nav.-Ros.                           | 1998           |
| Lichenochora epifulgens      | Nav.-Ros. & Cl. Roux                | 1998           |
| Lichenochora epimarmorata    | Nav.-Ros.                           | 1998           |
| Lichenochora epinashii       | Nav.-Ros. & Etayo                   | 2001           |
| Lichenochora gahavisukae     | Diederich                           | 1997           |
| Lichenochora galligena       | R. Sant. & Hafellner                | 1989           |
| Lichenochora haematommatum   | R.C. Harris & Lendemer              | 2016           |
| Lichenochora heppiae         | Cl. Roux                            | 1994           |
| Lichenochora hypanica        | S.Y. Kondr., Lőkös & Hur            | 2014           |
| Lichenochora hyperphysciae   | Etayo                               | 2011           |
| Lichenochora inconspicua     | Hafellner                           | 1989           |
| Lichenochora lecidellae      | Boqueras & Nav.-Ros.                | 1998           |
| Lichenochora lepidiotae      | (Anzi) Etayo & Nav.-Ros.            | 2008           |
| Lichenochora makareviczae    | S.Y. Kondr., Lőkös & Hur            | 2015           |
| Lichenochora mediterraneae   | Calat., Nav.-Ros. & E. Calvo        | 2000           |
| Lichenochora monegrina       | Etayo                               | 2010           |
| Lichenochora obscuroides     | (Linds.) Triebel & Rambold          | 1992           |
| Lichenochora paucispora      | Etayo & Nav.-Ros.                   | 2008           |
| Lichenochora physciicola     | (Ihlen & R. Sant.) Hafellner        | 2012           |
| Lichenochora polycoccoides   | Hafellner & R. Sant.                | 1989           |
| Lichenochora pyrenodesmiae   | Nav.-Ros. & Cl. Roux                | 1998           |
| Lichenochora rinodinae       | Zhurb.                              | 2013           |
| Lichenochora sedelnikoviorum | Zhurb.                              | 2021           |
| Lichenochora sinapispermae   | Etayo & Nav.-Ros.                   | 2001           |
| Lichenochora tertia          | Etayo, Flakus & Rodr. Flakus        | 2013           |
| Lichenochora thallina        | (Cooke) Hafellner                   | 1989           |
| Lichenochora thorii          | Zhurb.                              | 2008           |
| Lichenochora verrucicola     | (Wedd.) Nik. Hoffm. & Hafellner     | 2000           |
| Lichenochora wasseri         | S.Y. Kondr.                         | 1996           |
| Lichenochora weillii         | (Werner) Hafellner & R. Sant.       | 1989           |
| Lichenochora xanthoriae      | Triebel & Rambold                   | 1991           |